# Olympische Sommerspiele 2016/Fußball – Frauen
Diese Seite enthält alle Spiele des olympischen Fußballturniers der Frauen von 2016 in Rio de Janeiro mit allen statistischen Details.

## Vorrunde

### Gruppe E

#### Schweden – Südafrika 1:0 (0:0)
| Schweden                                                                             | Schweden | Südafrika | Südafrika |
| ------------------------------------------------------------------------------------ | --- | --- | --------- |
| Schweden                                                                             | \| Mi., 3. August 2016 um 13:00 Uhr (18:00 Uhr MESZ) in Rio de Janeiro (Olympiastadion) \| \| Zuschauer: 13.439 \| \| Schiedsrichterin: Teodora Albon ( Rumänien) \| \| Spielbericht \|                                                                                                   | \| Mi., 3. August 2016 um 13:00 Uhr (18:00 Uhr MESZ) in Rio de Janeiro (Olympiastadion) \| \| Zuschauer: 13.439 \| \| Schiedsrichterin: Teodora Albon ( Rumänien) \| \| Spielbericht \|                                                                                       | Südafrika |
| Schweden                                                                             | Hedvig Lindahl – Nilla Fischer, Jessica Samuelsson, Linda Sembrant, Magdalena Eriksson, Lisa Dahlkvist (46. Elin Rubensson), Kosovare Asllani, Caroline Seger, Lotta Schelin , Sofia Jakobsson (69. Stina Blackstenius), Fridolina Rolfö (76. Olivia Schough) Cheftrainerin: Pia Sundhage | Roxanne Barker – Lebogang Ramalepe (83. Sanah Mollo), Nothando Vilakazi, Noko Matlou, Janine van Wyk , Mamello Makhabane, Stephanie Malherbe, Amanda Dlamini, Refiloe Jane, Shiwe Nongwanya (40. Linda Motlhalo), Jermaine Seoposenwe Cheftrainerin: Vera Pauw ( Niederlande) | Südafrika |
| Schweden                                                                             | 1:0 Fischer (76.) | | Südafrika |
| Mi., 3. August 2016 um 13:00 Uhr (18:00 Uhr MESZ) in Rio de Janeiro (Olympiastadion) | | |           |
| Zuschauer: 13.439                                                                    | | |           |
| Schiedsrichterin: Teodora Albon ( Rumänien)                                          | | |           |
| Spielbericht                                                                         | | |           |

#### Brasilien – China 3:0 (1:0)
| Brasilien                                                                            | Brasilien | China | China |
| ------------------------------------------------------------------------------------ | --- | --- | ----- |
| Brasilien                                                                            | \| Mi., 3. August 2016 um 16:00 Uhr (21:00 Uhr MESZ) in Rio de Janeiro (Olympiastadion) \| \| Zuschauer: 27.618 \| \| Schiedsrichterin: Carol Chenard ( Kanada) \| \| Spielbericht \| | \| Mi., 3. August 2016 um 16:00 Uhr (21:00 Uhr MESZ) in Rio de Janeiro (Olympiastadion) \| \| Zuschauer: 27.618 \| \| Schiedsrichterin: Carol Chenard ( Kanada) \| \| Spielbericht \|                    | China |
| Brasilien                                                                            | Bárbara – Fabiana (85. Poliana), Mônica, Rafaelle Souza, Tamires, Thaisa (58. Andressinha), Formiga, Marta (80. Débinha), Andressa Alves, Cristiane, Beatriz Cheftrainer: Vadão       | Zhao Lina – Liu Shanshan, Wu Haiyan, Li Dongna , Zhao Rong, Tan Ruyin, Pang Fengyue, Zhang Rui, Yang Li, Wang Shanshan (64. Ma Xiaoxu), Wang Shuang (79. Gu Yasha) Cheftrainer: Bruno Bini ( Frankreich) | China |
| Brasilien                                                                            | 1:0 Mônica (36.) 2:0 Andressinha (59.) 3:0 Cristiane (90.) | | China |
| Brasilien                                                                            | Wu (22.) | | China |
| Mi., 3. August 2016 um 16:00 Uhr (21:00 Uhr MESZ) in Rio de Janeiro (Olympiastadion) | | |       |
| Zuschauer: 27.618                                                                    | | |       |
| Schiedsrichterin: Carol Chenard ( Kanada)                                            | | |       |
| Spielbericht                                                                         | | |       |

#### Südafrika – China 0:2 (0:1)
| Südafrika                                                                                 | Südafrika | China | China |
| ----------------------------------------------------------------------------------------- | --- | --- | ----- |
| Südafrika                                                                                 | \| Sa., 6. August 2016 um 19:00 Uhr (So., 00:00 Uhr MESZ) in Rio de Janeiro (Olympiastadion) \| \| Zuschauer: 25.000 \| \| Schiedsrichterin: Esther Staubli ( Schweiz) \| \| Spielbericht \|                                                                                        | \| Sa., 6. August 2016 um 19:00 Uhr (So., 00:00 Uhr MESZ) in Rio de Janeiro (Olympiastadion) \| \| Zuschauer: 25.000 \| \| Schiedsrichterin: Esther Staubli ( Schweiz) \| \| Spielbericht \|            | China |
| Südafrika                                                                                 | Roxanne Barker – Lebogang Ramalepe, Nothando Vilakazi, Noko Matlou, Janine van Wyk , Mamello Makhabane (80. Nompumelelo Nyandeni), Stephanie Malherbe, Linda Motlhalo, Refiloe Jane, Jermaine Seoposenwe, Thembi Kgatlana (84. Sanah Mollo) Cheftrainerin: Vera Pauw ( Niederlande) | Zhao Lina – Liu Shanshan, Gao Chen, Li Dongna , Zhao Rong (29. Wu Haiyan), Tan Ruyin, Pang Fengyue, Zhang Rui, Yang Li (65. Wang Shanshan), Wang Shuang, Gu Yasha Cheftrainer: Bruno Bini ( Frankreich) | China |
| Südafrika                                                                                 | 0:1 Gu (45.+1') 0:2 Tan (87.) | | China |
| Südafrika                                                                                 | Matlou (72.) | | China |
| Sa., 6. August 2016 um 19:00 Uhr (So., 00:00 Uhr MESZ) in Rio de Janeiro (Olympiastadion) | | |       |
| Zuschauer: 25.000                                                                         | | |       |
| Schiedsrichterin: Esther Staubli ( Schweiz)                                               | | |       |
| Spielbericht                                                                              | | |       |

#### Brasilien – Schweden 5:1 (3:0)
| Brasilien                                                                                 | Brasilien | Schweden | Schweden |
| ----------------------------------------------------------------------------------------- | --- | --- | -------- |
| Brasilien                                                                                 | \| Sa., 6. August 2016 um 22:00 Uhr (So., 03:00 Uhr MESZ) in Rio de Janeiro (Olympiastadion) \| \| Zuschauer: 43.384 \| \| Schiedsrichterin: Lucila Venegas ( Mexiko) \| \| Spielbericht \| | \| Sa., 6. August 2016 um 22:00 Uhr (So., 03:00 Uhr MESZ) in Rio de Janeiro (Olympiastadion) \| \| Zuschauer: 43.384 \| \| Schiedsrichterin: Lucila Venegas ( Mexiko) \| \| Spielbericht \|                                                                                          | Schweden |
| Brasilien                                                                                 | Bárbara – Fabiana (83. Poliana), Mônica, Rafaelle Souza, Tamires, Thaisa, Formiga (56. Andressinha), Marta , Andressa Alves, Cristiane (66. Débinha), Beatriz Cheftrainer: Vadão            | Hedvig Lindahl – Emma Berglund, Nilla Fischer, Magdalena Eriksson (46. Jonna Andersson), Lisa Dahlkvist, Kosovare Asllani (74. Emilia Appelqvist), Elin Rubensson, Caroline Seger , Lotta Schelin, Sofia Jakobsson, Fridolina Rolfö (64. Olivia Schough) Cheftrainerin: Pia Sundhage | Schweden |
| Brasilien                                                                                 | 1:0 Beatriz (21.) 2:0 Cristiane (24.) 3:0 Marta (44., Elfmeter) 4:0 Marta (80.) 5:0 Beatriz (86.)                                                                                           | 5:1 Schelin (89.) | Schweden |
| Brasilien                                                                                 | Eriksson (44.), Asllani (49.) | | Schweden |
| Sa., 6. August 2016 um 22:00 Uhr (So., 03:00 Uhr MESZ) in Rio de Janeiro (Olympiastadion) | | |          |
| Zuschauer: 43.384                                                                         | | |          |
| Schiedsrichterin: Lucila Venegas ( Mexiko)                                                | | |          |
| Spielbericht                                                                              | | |          |

#### Südafrika – Brasilien 0:0
| Südafrika                                                                            | Südafrika | Brasilien | Brasilien |
| ------------------------------------------------------------------------------------ | --- | --- | --------- |
| Südafrika                                                                            | \| Di., 9. August 2016 um 21:00 Uhr (Mi., 03:00 Uhr MESZ) in Manaus (Arena da Amazônia) \| \| Zuschauer: 38.415 \| \| Schiedsrichterin: Stéphanie Frappart ( Frankreich) \| \| Spielbericht \|                                                                            | \| Di., 9. August 2016 um 21:00 Uhr (Mi., 03:00 Uhr MESZ) in Manaus (Arena da Amazônia) \| \| Zuschauer: 38.415 \| \| Schiedsrichterin: Stéphanie Frappart ( Frankreich) \| \| Spielbericht \| | Brasilien |
| Südafrika                                                                            | Roxanne Barker – Nothando Vilakazi, Noko Matlou, Janine van Wyk , Leandra Smeda, Mamello Makhabane, Stephanie Malherbe, Linda Motlhalo (65. Sanah Mollo), Refiloe Jane, Jermaine Seoposenwe, Thembi Kgatlana (83. Amanda Dlamini) Cheftrainerin: Vera Pauw ( Niederlande) | Aline – Mônica, Tamires (46. Marta), Poliana, Beatriz , Thaisa (83. Fabiana), Érika, Andressinha, Débinha, Andressa Alves, Raquel Cheftrainer: Vadão                                           | Brasilien |
| Südafrika                                                                            | Vilakazi (57.) | Beatriz (39.), Andressinha (44.) | Brasilien |
| Di., 9. August 2016 um 21:00 Uhr (Mi., 03:00 Uhr MESZ) in Manaus (Arena da Amazônia) | | |           |
| Zuschauer: 38.415                                                                    | | |           |
| Schiedsrichterin: Stéphanie Frappart ( Frankreich)                                   | | |           |
| Spielbericht                                                                         | | |           |

#### China – Schweden 0:0
| China                                                                                 | China | Schweden | Schweden |
| ------------------------------------------------------------------------------------- | --- | --- | -------- |
| China                                                                                 | \| Di., 9. August 2016 um 22:00 Uhr (Mi., 03:00 Uhr MESZ) in Brasília (Estádio Nacional) \| \| Zuschauer: 7.648 \| \| Schiedsrichterin: Olga Miranda ( Paraguay) \| \| Spielbericht \|                | \| Di., 9. August 2016 um 22:00 Uhr (Mi., 03:00 Uhr MESZ) in Brasília (Estádio Nacional) \| \| Zuschauer: 7.648 \| \| Schiedsrichterin: Olga Miranda ( Paraguay) \| \| Spielbericht \|                                                                                         | Schweden |
| China                                                                                 | Zhao Lina – Liu Shanshan, Gao Chen, Wu Haiyan, Li Dongna , Tan Ruyin, Pang Fengyue, Zhang Rui, Yang Li, Wang Shuang (83. Wang Shanshan), Gu Yasha (89. Li Ying) Cheftrainer: Bruno Bini ( Frankreich) | Hedvig Lindahl – Linda Sembrant, Nilla Fischer (78. Emma Berglund), Magdalena Eriksson, Jessica Samuelsson, Lisa Dahlkvist, Lisa Dahlkvist (62. Kosovare Asllani), Elin Rubensson, Caroline Seger, Lotta Schelin , Olivia Schough, Fridolina Rolfö Cheftrainerin: Pia Sundhage | Schweden |
| China                                                                                 | Pang (90.+2') | | Schweden |
| Di., 9. August 2016 um 22:00 Uhr (Mi., 03:00 Uhr MESZ) in Brasília (Estádio Nacional) | | |          |
| Zuschauer: 7.648                                                                      | | |          |
| Schiedsrichterin: Olga Miranda ( Paraguay)                                            | | |          |
| Spielbericht                                                                          | | |          |

### Gruppe F

#### Kanada – Australien 2:0 (1:0)
| Kanada                                                                              | Kanada | Australien | Australien |
| ----------------------------------------------------------------------------------- | --- | --- | ---------- |
| Kanada                                                                              | \| Mi., 3. August 2016 um 15:00 Uhr (20:00 Uhr MESZ) in São Paulo (Arena de São Paulo) \| \| Zuschauer: 20.521 \| \| Schiedsrichterin: Stéphanie Frappart ( Frankreich) \| | \| Mi., 3. August 2016 um 15:00 Uhr (20:00 Uhr MESZ) in São Paulo (Arena de São Paulo) \| \| Zuschauer: 20.521 \| \| Schiedsrichterin: Stéphanie Frappart ( Frankreich) \|                                                                                                | Australien |
| Kanada                                                                              | Stephanie Labbé – Kadeisha Buchanan, Shelina Zadorsky, Rhian Wilkinson (46. Allysha Chapman), Ashley Lawrence, Diana Matheson (69. Sophie Schmidt), Desiree Scott, Jessie Fleming, Janine Beckie, Christine Sinclair , Melissa Tancredi (23. Rebecca Quinn) Cheftrainer: John Herdman ( Vereinigtes Königreich) | Lydia Williams – Clare Polkinghorne , Laura Alleway, Alanna Kennedy, Katrina Gorry, Chloe Logarzo (61. Lisa De Vanna), Elise Kellond-Knight, Emily van Egmond, Michelle Heyman (71. Kyah Simon), Caitlin Foord, Sam Kerr (46. Stephanie Catley) Cheftrainer: Alen Stajcic | Australien |
| Kanada                                                                              | 1:0 Beckie (1.) 2:0 Sinclair (80.) | | Australien |
| Kanada                                                                              | Fleming (22.), Buchanan (48.) | | Australien |
| Kanada                                                                              | Zadorsky (19.) | | Australien |
| Mi., 3. August 2016 um 15:00 Uhr (20:00 Uhr MESZ) in São Paulo (Arena de São Paulo) | | |            |
| Zuschauer: 20.521                                                                   | | |            |
| Schiedsrichterin: Stéphanie Frappart ( Frankreich)                                  | | |            |

#### Simbabwe – Deutschland 1:6 (0:2)
| Simbabwe                                                                            | Simbabwe | Deutschland | Deutschland |
| ----------------------------------------------------------------------------------- | --- | --- | ----------- |
| Simbabwe                                                                            | \| Mi., 3. August 2016 um 18:00 Uhr (23:00 Uhr MESZ) in São Paulo (Arena de São Paulo) \| \| Zuschauer: 20.521 \| \| Schiedsrichterin: Rita Gani ( Malaysia) \| \| Spielbericht \|                                      | \| Mi., 3. August 2016 um 18:00 Uhr (23:00 Uhr MESZ) in São Paulo (Arena de São Paulo) \| \| Zuschauer: 20.521 \| \| Schiedsrichterin: Rita Gani ( Malaysia) \| \| Spielbericht \|                                                                                           | Deutschland |
| Simbabwe                                                                            | Lindiwe Magwede – Shiela Makoto, Nobuhle Majika, Lynett Mutokuto, Eunice Chibanda – Marjory Nyaumwe, Emmaculate Msipa – Rudo Neshamba , Talent Mandaza, Kudakwashe Basopo – Rutendo Makore Cheftrainer: Shadreck Mlauzi | Almuth Schult – Leonie Maier, Saskia Bartusiak , Annike Krahn, Isabel Kerschowski (72. Tabea Kemme) – Sara Däbritz, Melanie Behringer, Dzsenifer Marozsán – Simone Laudehr (19. Melanie Leupolz), Anja Mittag (65. Lena Goeßling), Alexandra Popp Cheftrainerin: Silvia Neid | Deutschland |
| Simbabwe                                                                            | 1:2 Basopo (50.) | 0:1 Däbritz (22.) 0:2 Popp (36.) 1:3 Behringer (53.) 1:4 Behringer (78.) 1:5 Leupolz (83.) 1:6 Chibanda (90., Eigentor) | Deutschland |
| Simbabwe                                                                            | Makoto (41.), Majika (78.), Makore (90.+1') | | Deutschland |
| Mi., 3. August 2016 um 18:00 Uhr (23:00 Uhr MESZ) in São Paulo (Arena de São Paulo) | | |             |
| Zuschauer: 20.521                                                                   | | |             |
| Schiedsrichterin: Rita Gani ( Malaysia)                                             | | |             |
| Spielbericht                                                                        | | |             |

#### Kanada – Simbabwe 3:1 (3:0)
| Kanada                                                                              | Kanada | Simbabwe | Simbabwe |
| ----------------------------------------------------------------------------------- | --- | --- | -------- |
| Kanada                                                                              | \| Sa., 6. August 2016 um 15:00 Uhr (20:00 Uhr MESZ) in São Paulo (Arena de São Paulo) \| \| Zuschauer: 30.295 \| \| Schiedsrichterin: Olga Miranda ( Paraguay) \| | \| Sa., 6. August 2016 um 15:00 Uhr (20:00 Uhr MESZ) in São Paulo (Arena de São Paulo) \| \| Zuschauer: 30.295 \| \| Schiedsrichterin: Olga Miranda ( Paraguay) \| | Simbabwe |
| Kanada                                                                              | Sabrina D’Angelo – Kadeisha Buchanan, Josée Bélanger, Ashley Lawrence, Rebecca Quinn, Diana Matheson (63. Allysha Chapman), Sophie Schmidt, Jessie Fleming (70. Nichelle Prince), Christine Sinclair , Janine Beckie, Melissa Tancredi (61. Deanne Rose) Cheftrainer: John Herdman ( Vereinigtes Königreich) | Chido Dringirai – Shiela Makoto, Nobuhle Majika, Eunice Chibanda, Emmaculate Msipa, Talent Mandaza, Rejoice Kapfumvuti, Marjory Nyaumwe, Rutendo Makore (79. Daisy Kaitano), Kudakwashe Basopo (88. Erina Jeke), Felistas Muzongondi (68. Mavis Chirandu) Cheftrainer: Shadreck Mlauzi | Simbabwe |
| Kanada                                                                              | 1:0 Beckie (7.) 2:0 Sinclair (19., Elfmeter) 3:0 Beckie (35.) | 3:1 Chirandu (86.) | Simbabwe |
| Kanada                                                                              | Fleming (58.), Buchanan (59.), Bélanger (80.) | Dringirai (18.) | Simbabwe |
| Sa., 6. August 2016 um 15:00 Uhr (20:00 Uhr MESZ) in São Paulo (Arena de São Paulo) | | |          |
| Zuschauer: 30.295                                                                   | | |          |
| Schiedsrichterin: Olga Miranda ( Paraguay)                                          | | |          |

#### Deutschland – Australien 2:2 (1:2)
| Deutschland                                                                         | Deutschland | Australien | Australien |
| ----------------------------------------------------------------------------------- | --- | --- | ---------- |
| Deutschland                                                                         | \| Sa., 6. August 2016 um 18:00 Uhr (23:00 Uhr MESZ) in São Paulo (Arena de São Paulo) \| \| Zuschauer: 37.475 \| \| Schiedsrichterin: Anna-Marie Keighley ( Neuseeland) \| \| Spielbericht \|                                                                                  | \| Sa., 6. August 2016 um 18:00 Uhr (23:00 Uhr MESZ) in São Paulo (Arena de São Paulo) \| \| Zuschauer: 37.475 \| \| Schiedsrichterin: Anna-Marie Keighley ( Neuseeland) \| \| Spielbericht \|                                                      | Australien |
| Deutschland                                                                         | Almuth Schult – Leonie Maier, Annike Krahn (46. Josephine Henning), Saskia Bartusiak , Tabea Kemme – Dzsenifer Marozsán (70. Lena Goeßling), Melanie Behringer, Sara Däbritz – Melanie Leupolz, Anja Mittag (61. Isabel Kerschowski), Alexandra Popp Cheftrainerin: Silvia Neid | Lydia Williams – Stephanie Catley, Laura Alleway, Alanna Kennedy, Clare Polkinghorne – Elise Kellond-Knight, Katrina Gorry, Kyah Simon – Caitlin Foord, Sam Kerr (83. Chloe Logarzo), Lisa De Vanna (67. Michelle Heyman) Cheftrainer: Alen Stajcic | Australien |
| Deutschland                                                                         | 1:2 Däbritz (45.+2') 2:2 Polkinghorne (88., Eigentor) | 0:1 Kerr (6.) 0:2 Foord (45.) | Australien |
| Deutschland                                                                         | Popp (30.), Henning (56.) | | Australien |
| Sa., 6. August 2016 um 18:00 Uhr (23:00 Uhr MESZ) in São Paulo (Arena de São Paulo) | | |            |
| Zuschauer: 37.475                                                                   | | |            |
| Schiedsrichterin: Anna-Marie Keighley ( Neuseeland)                                 | | |            |
| Spielbericht                                                                        | | |            |

#### Deutschland – Kanada 1:2 (1:1)
| Deutschland                                                                      | Deutschland | Kanada | Kanada |
| -------------------------------------------------------------------------------- | --- | --- | ------ |
| Deutschland                                                                      | \| Di., 9. August 2016 um 16:00 Uhr (21:00 Uhr MESZ) in Brasília (Estádio Nacional) \| \| Zuschauer: 8.227 \| \| Schiedsrichterin: Ri Hyang-ok ( Nordkorea) \| \| Spielbericht \|                                                                                                   | \| Di., 9. August 2016 um 16:00 Uhr (21:00 Uhr MESZ) in Brasília (Estádio Nacional) \| \| Zuschauer: 8.227 \| \| Schiedsrichterin: Ri Hyang-ok ( Nordkorea) \| \| Spielbericht \| | Kanada |
| Deutschland                                                                      | Almuth Schult – Josephine Henning (46. Annike Krahn), Babett Peter, Saskia Bartusiak , Tabea Kemme – Lena Goeßling, Melanie Behringer, – Isabel Kerschowski (68. Melanie Leupolz), Dzsenifer Marozsán (68. Alexandra Popp), Mandy Islacker – Anja Mittag Cheftrainerin: Silvia Neid | Stephanie Labbé – Rhian Wilkinson, Shelina Zadorsky, Rebecca Quinn, Allysha Chapman – Jessie Fleming (46. Ashley Lawrence), Sophie Schmidt (64. Diana Matheson), Desiree Scott – Melissa Tancredi , Josée Bélanger, Deanne Rose (69. Nichelle Prince) Cheftrainer: John Herdman ( Vereinigtes Königreich) | Kanada |
| Deutschland                                                                      | 1:0 Behringer (13., Foulelfmeter) | 1:1 Tancredi (26.) 1:2 Tancredi (60.) | Kanada |
| Deutschland                                                                      | Marozsán (59.) | Prince (90.+1') | Kanada |
| Di., 9. August 2016 um 16:00 Uhr (21:00 Uhr MESZ) in Brasília (Estádio Nacional) | | |        |
| Zuschauer: 8.227                                                                 | | |        |
| Schiedsrichterin: Ri Hyang-ok ( Nordkorea)                                       | | |        |
| Spielbericht                                                                     | | |        |

#### Australien – Simbabwe 6:1 (3:0)
| Australien                                                                                | Australien | Simbabwe | Simbabwe |
| ----------------------------------------------------------------------------------------- | --- | --- | -------- |
| Australien                                                                                | \| Di., 9. August 2016 um 16:00 Uhr (21:00 Uhr MESZ) in Salvador da Bahia (Arena Fonte Nova) \| \| Zuschauer: 5.115 \| \| Schiedsrichterin: Esther Staubli ( Schweiz) \| | \| Di., 9. August 2016 um 16:00 Uhr (21:00 Uhr MESZ) in Salvador da Bahia (Arena Fonte Nova) \| \| Zuschauer: 5.115 \| \| Schiedsrichterin: Esther Staubli ( Schweiz) \| | Simbabwe |
| Australien                                                                                | Mackenzie Arnold – Clare Polkinghorne, Stephanie Catley, Alanna Kennedy, Katrina Gorry (52. Michelle Heyman), Chloe Logarzo, Elise Kellond-Knight, Caitlin Foord (75. Ellie Carpenter), Emily van Egmond, Lisa De Vanna (74. Larissa Crummer), Kyah Simon Cheftrainer: Alen Stajcic | Chido Dringirai (58. Lindiwe Magwede) – Shiela Makoto, Nobuhle Majika , Lynett Mutokuto, Eunice Chibanda, Emmaculate Msipa, Talent Mandaza, Rejoice Kapfumvuti (75. Daisy Kaitano), Mavis Chirandu, (46. Rutendo Makore) Marjory Nyaumwe, Kudakwashe Basopo Cheftrainer: Shadreck Mlauzi | Simbabwe |
| Australien                                                                                | 1:0 De Vanna (2.) 2:0 Polkinghorne (15.) 3:0 Kennedy (37.) 4:0 Simon (50.) 5:0 Heyman (55.) 6:0 Heyman (66.) | 6:1 Msipa (90.+1') | Simbabwe |
| Australien                                                                                | Logarzo (90.+5') | Makoto (80.) | Simbabwe |
| Di., 9. August 2016 um 16:00 Uhr (21:00 Uhr MESZ) in Salvador da Bahia (Arena Fonte Nova) | | |          |
| Zuschauer: 5.115                                                                          | | |          |
| Schiedsrichterin: Esther Staubli ( Schweiz)                                               | | |          |

### Gruppe G

#### Vereinigte Staaten – Neuseeland 2:0 (1:0)
| Vereinigte Staaten                                                                  | Vereinigte Staaten | Neuseeland | Neuseeland |
| ----------------------------------------------------------------------------------- | --- | --- | ---------- |
| Vereinigte Staaten                                                                  | \| Mi., 3. August 2016 um 19:00 Uhr (Do., 00:00 Uhr MESZ) in Belo Horizonte (Mineirão) \| \| Zuschauer: 10.059 \| \| Schiedsrichterin: Kateryna Monsul ( Ukraine) \| \| Spielbericht \|                                                                                     | \| Mi., 3. August 2016 um 19:00 Uhr (Do., 00:00 Uhr MESZ) in Belo Horizonte (Mineirão) \| \| Zuschauer: 10.059 \| \| Schiedsrichterin: Kateryna Monsul ( Ukraine) \| \| Spielbericht \|                                                                                        | Neuseeland |
| Vereinigte Staaten                                                                  | Hope Solo – Becky Sauerbrunn, Meghan Klingenberg, Julie Ertz, Allie Long, Carli Lloyd , Morgan Brian (64. Lindsey Horan), Tobin Heath, Mallory Pugh (51. Crystal Dunn), Kelley O’Hara, Alex Morgan (81. Christen Press) Cheftrainerin: Jill Ellis ( Vereinigtes Königreich) | Erin Nayler – Ria Percival, Abby Erceg , Rebekah Stott, Ali Riley, Katie Duncan (71. Kirsty Yallop), Betsy Hassett, Katie Bowen (60. Sarah Gregorius), Annalie Longo, Amber Hearn, Hannah Wilkinson (83. Jasmine Pereira) Cheftrainer: Tony Readings ( Vereinigtes Königreich) | Neuseeland |
| Vereinigte Staaten                                                                  | 1:0 Lloyd (9.) 2:0 Morgan (46.) | | Neuseeland |
| Vereinigte Staaten                                                                  | Hassett (18.), Riley (30.), Percival (64.) | | Neuseeland |
| Mi., 3. August 2016 um 19:00 Uhr (Do., 00:00 Uhr MESZ) in Belo Horizonte (Mineirão) | | |            |
| Zuschauer: 10.059                                                                   | | |            |
| Schiedsrichterin: Kateryna Monsul ( Ukraine)                                        | | |            |
| Spielbericht                                                                        | | |            |

#### Frankreich – Kolumbien 4:0 (3:0)
| Frankreich                                                                          | Frankreich | Kolumbien | Kolumbien |
| ----------------------------------------------------------------------------------- | --- | --- | --------- |
| Frankreich                                                                          | \| Mi., 3. August 2016 um 22:00 Uhr (Do., 03:00 Uhr MESZ) in Belo Horizonte (Mineirão) \| \| Zuschauer: 6.847 \| \| Schiedsrichterin: Ri Hyang-ok ( Nordkorea) \| | \| Mi., 3. August 2016 um 22:00 Uhr (Do., 03:00 Uhr MESZ) in Belo Horizonte (Mineirão) \| \| Zuschauer: 6.847 \| \| Schiedsrichterin: Ri Hyang-ok ( Nordkorea) \| | Kolumbien |
| Frankreich                                                                          | Sarah Bouhaddi – Griedge Mbock Bathy, Wendie Renard , Amel Majri, Jessica Houara, Amandine Henry, Camille Abily (72. Claire Lavogez), Louisa Nécib, Élise Bussaglia, Eugénie Le Sommer (75. Marie-Laure Delie), Kadidiatou Diani (80. Élodie Thomis) Cheftrainer: Philippe Bergeroo | Sandra Sepúlveda – Liana Salazar, Oriánica Velásquez, Angela Clavijo, Nataly Arias, Carolina Arias, Natalia Gaitán , Diana Ospina (67. Ingrid Vidal), Leicy Santos (89. Mildrey Pineda), Catalina Usme, Lady Andrade (76. Tatiana Ariza) Cheftrainer: Felipe Taborda | Kolumbien |
| Frankreich                                                                          | 1:0 C. Arias (2., Eigentor) 2:0 Le Sommer (14.) 3:0 Abily (42.) 4:0 Majri (82.) | | Kolumbien |
| Frankreich                                                                          | Majri (50.) | Vidal (71.) | Kolumbien |
| Mi., 3. August 2016 um 22:00 Uhr (Do., 03:00 Uhr MESZ) in Belo Horizonte (Mineirão) | | |           |
| Zuschauer: 6.847                                                                    | | |           |
| Schiedsrichterin: Ri Hyang-ok ( Nordkorea)                                          | | |           |

#### Vereinigte Staaten – Frankreich 1:0 (0:0)
| Vereinigte Staaten                                                             | Vereinigte Staaten | Frankreich | Frankreich |
| ------------------------------------------------------------------------------ | --- | --- | ---------- |
| Vereinigte Staaten                                                             | \| Sa., 6. August 2016 um 17:00 Uhr (22:00 Uhr MESZ) in Belo Horizonte (Mineirão) \| \| Zuschauer: 11.782 \| \| Schiedsrichterin: Claudia Umpiérrez ( Uruguay) \| \| Spielbericht \|                                                                                                | \| Sa., 6. August 2016 um 17:00 Uhr (22:00 Uhr MESZ) in Belo Horizonte (Mineirão) \| \| Zuschauer: 11.782 \| \| Schiedsrichterin: Claudia Umpiérrez ( Uruguay) \| \| Spielbericht \|                                                                                              | Frankreich |
| Vereinigte Staaten                                                             | Hope Solo – Becky Sauerbrunn, Whitney Engen, Meghan Klingenberg (90. Christen Press), Allie Long, Carli Lloyd , Morgan Brian (64. Lindsey Horan), Tobin Heath, Kelley O’Hara, Alex Morgan, Crystal Dunn (70. Alexandra Krieger) Cheftrainerin: Jill Ellis ( Vereinigtes Königreich) | Sarah Bouhaddi – Griedge Mbock Bathy, Wendie Renard , Amel Majri, Jessica Houara, Amandine Henry, Camille Abily (82. Kheira Hamraoui), Louisa Nécib (70. Élodie Thomis), Élise Bussaglia, Kadidiatou Diani, Marie-Laure Delie (86. Claire Lavogez) Cheftrainer: Philippe Bergeroo | Frankreich |
| Vereinigte Staaten                                                             | 1:0 Lloyd (63.) | | Frankreich |
| Vereinigte Staaten                                                             | Dunn (67.) | Bathy (80.) | Frankreich |
| Sa., 6. August 2016 um 17:00 Uhr (22:00 Uhr MESZ) in Belo Horizonte (Mineirão) | | |            |
| Zuschauer: 11.782                                                              | | |            |
| Schiedsrichterin: Claudia Umpiérrez ( Uruguay)                                 | | |            |
| Spielbericht                                                                   | | |            |

#### Kolumbien – Neuseeland 0:1 (0:1)
| Kolumbien                                                                           | Kolumbien | Neuseeland | Neuseeland |
| ----------------------------------------------------------------------------------- | --- | --- | ---------- |
| Kolumbien                                                                           | \| Sa., 6. August 2016 um 20:00 Uhr (So., 01:00 Uhr MESZ) in Belo Horizonte (Mineirão) \| \| Zuschauer: 8.505 \| \| Schiedsrichterin: Gladys Lengwe ( Sambia) \| | \| Sa., 6. August 2016 um 20:00 Uhr (So., 01:00 Uhr MESZ) in Belo Horizonte (Mineirão) \| \| Zuschauer: 8.505 \| \| Schiedsrichterin: Gladys Lengwe ( Sambia) \| | Neuseeland |
| Kolumbien                                                                           | Sandra Sepúlveda – Liana Salazar (89. Nicole Regnier), Oriánica Velásquez, Angela Clavijo, Nataly Arias, Carolina Arias, Natalia Gaitán , Diana Ospina (79. Ingrid Vidal), Leicy Santos, Catalina Usme, Lady Andrade (73. Tatiana Ariza) Cheftrainer: Felipe Taborda | Erin Nayler – Ria Percival, Abby Erceg , Rebekah Stott, Ali Riley, Katie Duncan, Betsy Hassett, Annalie Longo, Amber Hearn, Sarah Gregorius (57. Katie Bowen), Hannah Wilkinson (62. Rosie White, 90. Meikayla Moore) Cheftrainer: Tony Readings ( Vereinigtes Königreich) | Neuseeland |
| Kolumbien                                                                           | 0:1 Hearn (31.) | | Neuseeland |
| Kolumbien                                                                           | Salazar (21.) | Wilkinson (26.), Duncan (45.) | Neuseeland |
| Sa., 6. August 2016 um 20:00 Uhr (So., 01:00 Uhr MESZ) in Belo Horizonte (Mineirão) | | |            |
| Zuschauer: 8.505                                                                    | | |            |
| Schiedsrichterin: Gladys Lengwe ( Sambia)                                           | | |            |

#### Kolumbien – Vereinigte Staaten 2:2 (1:1)
| Kolumbien                                                                            | Kolumbien | Vereinigte Staaten | Vereinigte Staaten |
| ------------------------------------------------------------------------------------ | --- | --- | ------------------ |
| Kolumbien                                                                            | \| Di., 9. August 2016 um 18:00 Uhr (Mi., 00:00 Uhr MESZ) in Manaus (Arena da Amazônia) \| \| Zuschauer: 30.557 \| \| Schiedsrichterin: Teodora Albon ( Rumänien) \| \| Spielbericht \| | \| Di., 9. August 2016 um 18:00 Uhr (Mi., 00:00 Uhr MESZ) in Manaus (Arena da Amazônia) \| \| Zuschauer: 30.557 \| \| Schiedsrichterin: Teodora Albon ( Rumänien) \| \| Spielbericht \|                                                                                        | Vereinigte Staaten |
| Kolumbien                                                                            | Sandra Sepúlveda – Liana Salazar (89. Nicole Regnier), Oriánica Velásquez (46. Isabella Echeverri), Angela Clavijo, Nataly Arias, Carolina Arias, Natalia Gaitán , Leicy Santos, Catalina Usme, Tatiana Ariza (80. Ingrid Vidal), Lady Andrade (62. Diana Ospina) Cheftrainer: Felipe Taborda | Hope Solo – Becky Sauerbrunn, Whitney Engen, Alexandra Krieger, Carli Lloyd (46. Alex Morgan), Morgan Brian (65. Allie Long), Megan Rapinoe (33. Mallory Pugh), Kelley O’Hara, Lindsey Horan, Christen Press, Crystal Dunn Cheftrainerin: Jill Ellis ( Vereinigtes Königreich) | Vereinigte Staaten |
| Kolumbien                                                                            | 1:0 Usme (26.) 2:2 Usme (90.) | 1:1 Dunn (41.) 1:2 Pugh (59.) | Vereinigte Staaten |
| Kolumbien                                                                            | Salazar (72.), Gaitán (88.) | Krieger (86.) | Vereinigte Staaten |
| Di., 9. August 2016 um 18:00 Uhr (Mi., 00:00 Uhr MESZ) in Manaus (Arena da Amazônia) | | |                    |
| Zuschauer: 30.557                                                                    | | |                    |
| Schiedsrichterin: Teodora Albon ( Rumänien)                                          | | |                    |
| Spielbericht                                                                         | | |                    |

#### Neuseeland – Frankreich 0:3 (0:1)
| Neuseeland                                                                                     | Neuseeland | Frankreich | Frankreich |
| ---------------------------------------------------------------------------------------------- | --- | --- | ---------- |
| Neuseeland                                                                                     | \| Di., 9. August 2016 um 19:00 Uhr (Mi., 00:00 Uhr MESZ) in Salvador da Bahia (Arena Fonte Nova) \| \| Zuschauer: 7.350 \| \| Schiedsrichterin: Lucila Venegas ( Mexiko) \| \| Spielbericht \|                                                                              | \| Di., 9. August 2016 um 19:00 Uhr (Mi., 00:00 Uhr MESZ) in Salvador da Bahia (Arena Fonte Nova) \| \| Zuschauer: 7.350 \| \| Schiedsrichterin: Lucila Venegas ( Mexiko) \| \| Spielbericht \|                                                                                       | Frankreich |
| Neuseeland                                                                                     | Erin Nayler – Ria Percival, Abby Erceg , Rebekah Stott, Ali Riley, Katie Duncan, Betsy Hassett (60. Sarah Gregorius), Katie Bowen (78. Jasmine Pereira), Annalie Longo, Amber Hearn, Hannah Wilkinson (71. Rosie White) Cheftrainer: Tony Readings ( Vereinigtes Königreich) | Sarah Bouhaddi – Wendie Renard , Sakina Karchaoui, Sabrina Delannoy, Jessica Houara, Amandine Henry (72. Kheira Hamraoui), Claire Lavogez, Louisa Nécib, Élise Bussaglia (67. Camille Abily), Élodie Thomis, Marie-Laure Delie (35. Eugénie Le Sommer) Cheftrainer: Philippe Bergeroo | Frankreich |
| Neuseeland                                                                                     | 0:1 Le Sommer (38.) 0:2 Cadamuro (63.) 0:3 Cadmuro (90.+2', Foulelfmeter) | | Frankreich |
| Neuseeland                                                                                     | Pereira (83.), Riley (90.+1') | | Frankreich |
| Di., 9. August 2016 um 19:00 Uhr (Mi., 00:00 Uhr MESZ) in Salvador da Bahia (Arena Fonte Nova) | | |            |
| Zuschauer: 7.350                                                                               | | |            |
| Schiedsrichterin: Lucila Venegas ( Mexiko)                                                     | | |            |
| Spielbericht                                                                                   | | |            |

## Viertelfinale

### Vereinigte Staaten – Schweden 1:1 n.V. (1:1, 0:0), 3:4 i.E.
| Vereinigte Staaten                                                                | Vereinigte Staaten | Schweden | Schweden |
| --------------------------------------------------------------------------------- | --- | --- | -------- |
| Vereinigte Staaten                                                                | \| Fr., 12. August 2016 um 13:00 Uhr (18:00 Uhr MESZ) in Brasília (Estádio Nacional) \| \| Zuschauer: 13.892 \| \| Schiedsrichterin: Anna-Marie Keighley ( Neuseeland) \| | \| Fr., 12. August 2016 um 13:00 Uhr (18:00 Uhr MESZ) in Brasília (Estádio Nacional) \| \| Zuschauer: 13.892 \| \| Schiedsrichterin: Anna-Marie Keighley ( Neuseeland) \| | Schweden |
| Vereinigte Staaten                                                                | Hope Solo – Becky Sauerbrunn, Kelley O’Hara (72. Megan Rapinoe, 99. Christen Press), Meghan Klingenberg, Julie Johnston, Allie Long (65. Crystal Dunn), Carli Lloyd , Morgan Brian, Tobin Heath, Mallory Pugh (114. Lindsey Horan), Alex Morgan Cheftrainerin: Jill Ellis ( Vereinigtes Königreich) | Hedvig Lindahl – Linda Sembrant, Nilla Fischer, Jessica Samuelsson (119. Emma Berglund), Lisa Dahlkvist, Kosovare Asllani, Elin Rubensson (71. Magdalena Eriksson), Caroline Seger , Lotta Schelin, Sofia Jakobsson (91. Olivia Schough), Fridolina Rolfö (18. Stina Blackstenius) Cheftrainerin: Pia Sundhage | Schweden |
| Vereinigte Staaten                                                                | 1:1 Morgan (77.) | 0:1 Blackstenius (61.) | Schweden |
| Vereinigte Staaten                                                                | Elfmeterschießen | | Schweden |
| Vereinigte Staaten                                                                | Lindahl hält gegen Morgan 1:1 Horan 2:2 Lloyd 3:2 Brian Press schießt über das Tor | 1:0 Schelin 2:1 Asllani Solo hält gegen Sembrant 3:3 Seger 3:4 Dahlkvist | Schweden |
| Vereinigte Staaten                                                                | Lloyd (110.) | Schelin (57.), Seger (78.) | Schweden |
| Fr., 12. August 2016 um 13:00 Uhr (18:00 Uhr MESZ) in Brasília (Estádio Nacional) | | |          |
| Zuschauer: 13.892                                                                 | | |          |
| Schiedsrichterin: Anna-Marie Keighley ( Neuseeland)                               | | |          |

### China – Deutschland 0:1 (0:0)
| China                                                                                      | China | Deutschland | Deutschland |
| ------------------------------------------------------------------------------------------ | --- | --- | ----------- |
| China                                                                                      | \| Fr., 12. August 2016 um 16:00 Uhr (21:00 Uhr MESZ) in Salvador da Bahia (Arena Fonte Nova) \| \| Zuschauer: 9.642 \| \| Schiedsrichterin: Kateryna Monsul ( Ukraine) \| \| Spielbericht \|           | \| Fr., 12. August 2016 um 16:00 Uhr (21:00 Uhr MESZ) in Salvador da Bahia (Arena Fonte Nova) \| \| Zuschauer: 9.642 \| \| Schiedsrichterin: Kateryna Monsul ( Ukraine) \| \| Spielbericht \|                                                                          | Deutschland |
| China                                                                                      | Zhao Lina – Gao Chen, Wu Haiyan, Li Dongna , Liu Shanshan – Pang Fengyue (79. Ma Xiaoxu), Tan Ruyin – Wang Shuang, Zhang Rui, Gu Yasha – Yang Li (46. Wang Shanshan) Cheftrainer: Bruno Bini Frankreich | Almuth Schult – Leonie Maier, Annike Krahn, Saskia Bartusiak , Tabea Kemme – Melanie Behringer, Sara Däbritz – Melanie Leupolz (69. Svenja Huth), Dzsenifer Marozsán (88. Lena Goeßling), Anja Mittag – Alexandra Popp (90. Mandy Islacker) Cheftrainerin: Silvia Neid | Deutschland |
| China                                                                                      | 0:1 Behringer (76.) | | Deutschland |
| China                                                                                      | Maier (83.), Huth (86.) | | Deutschland |
| China                                                                                      | Wang Shanshan (57.) | | Deutschland |
| China                                                                                      | Wang Shuang verschießt Elfmeter (84.) | | Deutschland |
| Fr., 12. August 2016 um 16:00 Uhr (21:00 Uhr MESZ) in Salvador da Bahia (Arena Fonte Nova) | | |             |
| Zuschauer: 9.642                                                                           | | |             |
| Schiedsrichterin: Kateryna Monsul ( Ukraine)                                               | | |             |
| Spielbericht                                                                               | | |             |

### Kanada – Frankreich 1:0 (0:0)
| Kanada                                                                                    | Kanada | Frankreich | Frankreich |
| ----------------------------------------------------------------------------------------- | --- | --- | ---------- |
| Kanada                                                                                    | \| Mi., 12. August 2016 um 19:00 Uhr (Sa., 00:00 Uhr MESZ) in São Paulo (Arena de São Paulo) \| \| Zuschauer: 38.688 \| \| Schiedsrichterin: Claudia Umpiérrez ( Uruguay) \| | \| Mi., 12. August 2016 um 19:00 Uhr (Sa., 00:00 Uhr MESZ) in São Paulo (Arena de São Paulo) \| \| Zuschauer: 38.688 \| \| Schiedsrichterin: Claudia Umpiérrez ( Uruguay) \| | Frankreich |
| Kanada                                                                                    | Stephanie Labbé – Allysha Chapman (45.+1' Josée Bélanger), Kadeisha Buchanan, Shelina Zadorsky, Ashley Lawrence, Diana Matheson (69. Deanne Rose), Desiree Scott, Sophie Schmidt (81. Rebecca Quinn), Jessie Fleming, Janine Beckie, Christine Sinclair Cheftrainer: John Herdman ( Vereinigtes Königreich) | Sarah Bouhaddi – Griedge Mbock Bathy, Wendie Renard , Sakina Karchaoui (84. Claire Lavogez), Amel Majri, Jessica Houara, Amandine Henry, Camille Abily, Élise Bussaglia (62. Louisa Nécib), Eugénie Le Sommer, Kadidiatou Diani (71. Élodie Thomis) Cheftrainer: Philippe Bergeroo | Frankreich |
| Kanada                                                                                    | 1:0 Schmidt (56.) | | Frankreich |
| Kanada                                                                                    | Buchanan (49.), Schmidt (57.) | Henry (85.) | Frankreich |
| Mi., 12. August 2016 um 19:00 Uhr (Sa., 00:00 Uhr MESZ) in São Paulo (Arena de São Paulo) | | |            |
| Zuschauer: 38.688                                                                         | | |            |
| Schiedsrichterin: Claudia Umpiérrez ( Uruguay)                                            | | |            |

### Brasilien – Australien 0:0 n.V., 7:6 i.E.
| Brasilien                                                                            | Brasilien | Australien | Australien |
| ------------------------------------------------------------------------------------ | --- | --- | ---------- |
| Brasilien                                                                            | \| Fr., 12. August 2016 um 22:00 Uhr (Sa., 03:00 Uhr MESZ) in Belo Horizonte (Mineirão) \| \| Zuschauer: 52.660 \| \| Schiedsrichterin: Carol Chenard ( Kanada) \| | \| Fr., 12. August 2016 um 22:00 Uhr (Sa., 03:00 Uhr MESZ) in Belo Horizonte (Mineirão) \| \| Zuschauer: 52.660 \| \| Schiedsrichterin: Carol Chenard ( Kanada) \| | Australien |
| Brasilien                                                                            | Bárbara – Fabiana (61. Poliana), Mônica, Rafaelle Souza, Tamires, Thaisa (116. Andressinha), Formiga, Marta , Débinha, Andressa Alves, Beatriz Cheftrainer: Vadão  | Lydia Williams – Stephanie Catley (20. Chloe Logarzo), Laura Alleway, Alanna Kennedy, Elise Kellond-Knight, Katrina Gorry, Kyah Simon (60. Michelle Heyman), Caitlin Foord, Sam Kerr (105. Larissa Crummer), Emily van Egmond, Lisa De Vanna (75. Clare Polkinghorne) Cheftrainer: Alen Stajcic | Australien |
| Brasilien                                                                            | Elfmeterschießen | | Australien |
| Brasilien                                                                            | 1:0 Andressa Alves 2:1 Andressinha 3:2 Beatriz 4:3 Rafaelle Williams hält gegen Marta 5:4 Debinha 6:5 Mônica 7:6 Tamires                                           | 1:1 Kellond-Knight 2:2 Alleway 3:3 van Egmond 4:4 Polkinghorne Bárbara hält gegen Gorry 5:5 Heyman 6:6 Logarzo Bárbara hält gegen Kennedy | Australien |
| Brasilien                                                                            | Tamires (52.), Marta (77.), Andressa Alves (90.+2') | Alleway (33.), Foord (69.), Kennedy (81.) | Australien |
| Fr., 12. August 2016 um 22:00 Uhr (Sa., 03:00 Uhr MESZ) in Belo Horizonte (Mineirão) | | |            |
| Zuschauer: 52.660                                                                    | | |            |
| Schiedsrichterin: Carol Chenard ( Kanada)                                            | | |            |

## Halbfinale

### Brasilien – Schweden 0:0 n.V., 3:4 i. E.
| Brasilien                                                                       | Brasilien | Schweden | Schweden |
| ------------------------------------------------------------------------------- | --- | --- | -------- |
| Brasilien                                                                       | \| Di., 16. August 2016 um 13:00 Uhr (18:00 Uhr MESZ) in Rio de Janeiro (Maracanã) \| \| Zuschauer: 70.454 \| \| Schiedsrichterin: Lucila Venegas ( Mexiko) \| \| Spielbericht \| | \| Di., 16. August 2016 um 13:00 Uhr (18:00 Uhr MESZ) in Rio de Janeiro (Maracanã) \| \| Zuschauer: 70.454 \| \| Schiedsrichterin: Lucila Venegas ( Mexiko) \| \| Spielbericht \| | Schweden |
| Brasilien                                                                       | Bárbara – Mônica, Tamires, Rafaelle Souza, Thaisa (46. Andressinha), Débinha (91. Cristiane), Andressa Alves, Poliana, Beatriz (101. Raquel), Formiga, Marta Cheftrainer: Vadão   | Hedvig Lindahl – Nilla Fischer, Jessica Samuelsson (120. Emma Berglund), Linda Sembrant, Kosovare Asllani, Elin Rubensson, Caroline Seger , Lisa Dahlkvist, Emilia Appelqvist (104. Olivia Schough), Lotta Schelin, Stina Blackstenius (61. Sofia Jakobsson) Cheftrainerin: Pia Sundhage | Schweden |
| Brasilien                                                                       | Elfmeterschießen | | Schweden |
| Brasilien                                                                       | 1:0 Marta Lindahl hält gegen Cristiane 2:1 Andressa Alves 3:2 Rafaelle Lindahl hält gegen Andressinha                                                                             | 1:1 Schelin Bárbara hält gegen Asllani 2:2 Seger 3:3 Fischer 3:4 Dahlkvist | Schweden |
| Brasilien                                                                       | Beatriz (65.), Andressa Alves (69), Formiga (87.) | Jakobsson (76.), Dahlkvist (116.) | Schweden |
| Di., 16. August 2016 um 13:00 Uhr (18:00 Uhr MESZ) in Rio de Janeiro (Maracanã) | | |          |
| Zuschauer: 70.454                                                               | | |          |
| Schiedsrichterin: Lucila Venegas ( Mexiko)                                      | | |          |
| Spielbericht                                                                    | | |          |

### Kanada – Deutschland 0:2 (0:1)
| Kanada                                                                          | Kanada | Deutschland | Deutschland |
| ------------------------------------------------------------------------------- | --- | --- | ----------- |
| Kanada                                                                          | \| Di., 16. August 2016 um 16:00 Uhr (21:00 Uhr MESZ) in Belo Horizonte (Mineirão) \| \| Zuschauer: 5.641 \| \| Schiedsrichterin: Ri Hyang-ok ( Nordkorea) \| \| Spielbericht \| | \| Di., 16. August 2016 um 16:00 Uhr (21:00 Uhr MESZ) in Belo Horizonte (Mineirão) \| \| Zuschauer: 5.641 \| \| Schiedsrichterin: Ri Hyang-ok ( Nordkorea) \| \| Spielbericht \|                                                                                                 | Deutschland |
| Kanada                                                                          | Stephanie Labbé – Ashley Lawrence, Shelina Zadorsky, Kadeisha Buchanan, Rhian Wilkinson (60. Diana Matheson) – Sophie Schmidt, Desiree Scott (74. Deanne Rose), Jessie Fleming, Melissa Tancredi (85. Nichelle Prince), Christine Sinclair, Janine Beckie Cheftrainer: John Herdman ( Vereinigtes Königreich) | Almuth Schult – Leonie Maier, Annike Krahn, Saskia Bartusiak , Tabea Kemme – Melanie Behringer, Sara Däbritz – Melanie Leupolz (90:+3' Mandy Islacker), Anja Mittag (80. Isabel Kerschowski), Dzsenifer Marozsán (46. Lena Goeßling) – Alexandra Popp Cheftrainerin: Silvia Neid | Deutschland |
| Kanada                                                                          | 0:1 Behringer (21., Foulelfmeter) 0:2 Däbritz (60.) | | Deutschland |
| Kanada                                                                          | Buchanan (20.), Lawrence (55.), Tancredi (66.) | | Deutschland |
| Di., 16. August 2016 um 16:00 Uhr (21:00 Uhr MESZ) in Belo Horizonte (Mineirão) | | |             |
| Zuschauer: 5.641                                                                | | |             |
| Schiedsrichterin: Ri Hyang-ok ( Nordkorea)                                      | | |             |
| Spielbericht                                                                    | | |             |

## Spiel um Bronze

### Brasilien – Kanada 1:2 (0:1)
| Brasilien                                                                            | Brasilien | Kanada | Kanada |
| ------------------------------------------------------------------------------------ | --- | --- | ------ |
| Brasilien                                                                            | \| Fr., 19. August 2016 um 13:00 Uhr (18:00 Uhr MESZ) in São Paulo (Arena de São Paulo) \| \| Zuschauer: 39.718 \| \| Schiedsrichterin: Teodora Albon ( Rumänien) \| \| Spielbericht \| | \| Fr., 19. August 2016 um 13:00 Uhr (18:00 Uhr MESZ) in São Paulo (Arena de São Paulo) \| \| Zuschauer: 39.718 \| \| Schiedsrichterin: Teodora Albon ( Rumänien) \| \| Spielbericht \| | Kanada |
| Brasilien                                                                            | Bárbara – Fabiana, Mônica, Rafaelle Souza, Tamires – Thaisa (63. Érika), Formiga, Marta , Andressa Alves (57. Poliana), Cristiane (46. Débinha), Beatriz Cheftrainer: Vadão             | Stephanie Labbé – Kadeisha Buchanan, Shelina Zadorsky, Josée Bélanger, Ashley Lawrence – Diana Matheson (66. Sophie Schmidt), Desiree Scott, Jessie Fleming, Deanne Rose (59. Allysha Chapman), Christine Sinclair , Melissa Tancredi (69. Janine Beckie) Cheftrainer: John Herdman ( Vereinigtes Königreich) | Kanada |
| Brasilien                                                                            | 1:2 Beatriz (79.) | 0:1 Rose (25.) 0:2 Sinclair (52.) | Kanada |
| Brasilien                                                                            | Andressa Alves (43.), Marta (49.), Rafaelle (87.) | | Kanada |
| Fr., 19. August 2016 um 13:00 Uhr (18:00 Uhr MESZ) in São Paulo (Arena de São Paulo) | | |        |
| Zuschauer: 39.718                                                                    | | |        |
| Schiedsrichterin: Teodora Albon ( Rumänien)                                          | | |        |
| Spielbericht                                                                         | | |        |

## Finale

### Schweden – Deutschland 1:2 (0:0)
| Schweden                                                                        | Schweden | Deutschland | Deutschland |
| ------------------------------------------------------------------------------- | --- | --- | ----------- |
| Schweden                                                                        | \| Fr., 19. August 2016 um 17:30 Uhr (22:30 Uhr MESZ) in Rio de Janeiro (Maracanã) \| \| Zuschauer: 52.432 \| \| Schiedsrichterin: Carol Chenard ( Kanada) \| \| Spielbericht \| | \| Fr., 19. August 2016 um 17:30 Uhr (22:30 Uhr MESZ) in Rio de Janeiro (Maracanã) \| \| Zuschauer: 52.432 \| \| Schiedsrichterin: Carol Chenard ( Kanada) \| \| Spielbericht \|                                                                 | Deutschland |
| Schweden                                                                        | Hedvig Lindahl – Nilla Fischer, Jessica Samuelsson, Linda Sembrant, Kosovare Asllani (68. Pauline Hammarlund) – Elin Rubensson (70. Magdalena Eriksson), Olivia Schough – Caroline Seger , Lisa Dahlkvist, Lotta Schelin – Sofia Jakobsson (55. Stina Blackstenius) Cheftrainerin: Pia Sundhage | Almuth Schult – Leonie Maier, Annike Krahn, Saskia Bartusiak , Tabea Kemme – Melanie Leupolz, Melanie Behringer (70. Lena Goeßling), Anja Mittag, Dzsenifer Marozsán, Sara Däbritz (82. Svenja Huth) – Alexandra Popp Cheftrainerin: Silvia Neid | Deutschland |
| Schweden                                                                        | 1:2 Blackstenius (67.) | 0:1 Marozsán (48.) 0:2 Sembrant (62., Eigentor) | Deutschland |
| Schweden                                                                        | Sembrant, Jakobsson, Rubensson | | Deutschland |
| Schweden                                                                        | Letztes Länderspiel unter Silvia Neid sowie eines Großteils des Trainer- und Offiziellenstabs Letztes Länderspiel von Annike Krahn, Melanie Behringer und Saskia Bartusiak | | Deutschland |
| Fr., 19. August 2016 um 17:30 Uhr (22:30 Uhr MESZ) in Rio de Janeiro (Maracanã) | | |             |
| Zuschauer: 52.432                                                               | | |             |
| Schiedsrichterin: Carol Chenard ( Kanada)                                       | | |             |
| Spielbericht                                                                    | | |             |